# Јеличић
Јеличић је презиме. Познати људи са овим презименом су:
- Драгољуб Јеличић (око 1902–1963), српски војник
- Жарко Јеличић (1983), српски фудбалер
- Јошко Јеличић (1971), фудбалски везни играч Хрватског савеза
- Мирко Јеличић (1965), фудбалски тренер Аустралијског савеза